# ليمي (لون)
الليمي بالإنجليزية: Lime، هو درجة من درجات اللون الأخضر
هو الدرجة اللونية للون الواقع في ثلاث أرباع المسافة بين الأصفر والأخضر (أقرب إلى اللون الأصفر من اللون الأخضر). وهو حسب ألوان الويب يقع في منتصف المسافة بين اللون الكرتوزي واللون الأصفر.
وسمي بهذا الاسم (الليمي) نسبةً إلى الحمضيات وبخاصةً الليم.

## درجات الليمي

### ليمي كهربائي
على اليسار تجد اللون الليمي الكهربائي، وقد جاء استخدامه في cryola عام 1990.
هذا المشيج يُستخدم في فن خلل العقل

### ليمي فرنسي
هذا اللون يُسمى «ليمي» حسب موقع pourpre.com، وهو أحد ظلال اللون الليمي